# 도키와 교타
도키와 교타(일본어: 常盤 亨太, 2002년 4월 9일~)는 일본의 축구 선수이다.

## 구단 경력
그는 2019년까지 J3리그의 FC 도쿄 U-23에서 뛰었다. 2021년부터 2024년까지 메이지 대학에서 활동했다. 2025년 J1리그의 FC 도쿄에 입단했다.